# 多吉家族
多吉家族（宗喀語：རྡོ་རྗེ་，威利：rdo-rje）是不丹的一个家族，12世纪起便是不丹显赫的贵族。
多吉家族与不丹王室旺楚克家族有着血缘关系，两者有着共同的祖先。不丹王国成立后，多吉家族的成员便出任首席部长（gongzim）之职。乌颜·多吉是不丹首任国王乌颜·旺楚克的首席部长，同时他也是乌颜·旺楚克国王的再从兄弟。乌颜·多吉之子索南·托杰·多吉则继其父出任首席部长。
后来，索南·托杰·多吉之子吉格梅·多吉出任不丹首任总理。而索南·托杰·多吉之妹格桑却登则成了第三任国王吉格梅·多吉·旺楚克的王后，因而不丹第四任国王吉格梅·辛格·旺楚克与其子、现任国王吉格梅·凯萨尔·纳姆耶尔·旺楚克也都是多吉家族的后裔。1964年首理吉格梅·多吉遭到暗杀，此后国王任命其弟伦杜普·多吉代理总理。伦杜普·多吉因政治压力于1965年逃亡尼泊尔。直至今日，多吉家族仍在不丹政治中拥有重要地位。